# Гора (Вытегорский район)
Гора — деревня в Вытегорском районе Вологодской области.
Входит в состав Мегорского сельского поселения, с точки зрения административно-территориального деления — в Мегорский сельсовет.
Расстояние по автодороге до районного центра Вытегры — 39 км, до центра муниципального образования села Мегра — 1 км. Ближайшие населённые пункты — Ларшина, Лема, Мегра.
По переписи 2002 года население — 2 человека.